# قلعة خواجة (بوئين و مياندشت)
قلعة خواجة (بالفارسية: قلعه خواجه) هي قرية تقع في إيران في Yeylaq Rural District. يقدر عدد سكانها بـ 117 نسمة .